# Saber Ben Khalou
 (septembre 2020).
Saber Ben Khalou, né le 24 juillet 2001 à Amsterdam (Pays-Bas), est un joueur international néerlandais de futsal.

## Biographie
Saber Ben Khalou naît à Amsterdam et commence sa carrière à l'AFC Amsterdam.
Le 11 avril 2022, il reçoit sa première sélection en équipe des Pays-Bas face à la Géorgie à l'occasion d'un match amical (match nul, 1-1).
En avril 2024, il prend part à une double confrontation avec les Pays-Bas contre la Finlande dans le cadre des éliminations pour une place en Coupe du monde 2024. Il finit par se qualifier lors du match retour à Vantaa après une séance de tirs au but (match nul, 4-4),. Il s'agit alors d'une première qualification en 24 ans,.